# 豊島英
豊島 英（とよしま あきら、1989年2月16日 - ）は日本の車椅子バスケットボール選手。福島県いわき市生まれ。ポジションはガード。宮城MAX所属。車いすバスケットボール男子日本代表。

## 来歴
生後4ヵ月で髄膜炎を発症して、両下肢機能全廃の障がいとなる。小・中学校は、車椅子で通学可能な養護学校（特別支援学校）へ通い、中学2年生のときに、養護学校の体育教師に誘われた講習会に参加したことがきっかけで車椅子バスケットボールに出会い、地元のクラブチーム『TEAM EARTH』にて競技を開始。
高校卒業後は大学へ進学し車椅子バスケを続けることを望んだが、車椅子バスケを続けるなら就職してほしいという家族の希望を受け入れ地元・福島にある東京電力に就職。
2009年から宮城県仙台市に拠点を置く強豪の宮城MAXに籍を移した。チームは日本選手権11連覇中で、現在は副キャプテンを務め、3度の大会MVPを受賞。
2011年3月11日に東日本大震災が発生し、その影響で茨城県へ転勤となり練習場所である山形県へ通うことは困難を極め、また翌年にロンドンパラリンピックが迫るなか日本代表に手が届きそうな状況であり、会社の先輩や同僚の後押しもあり震災後から半年後に東電を退社し、仙台へ移り宮城県警の職員となる。
2012年ロンドンパラリンピックに出場し９位に終わり、次回リオに向けて練習時間をより確保するためWOWOWに転職。
2016年リオパラリンピックに出場し前回と同じく９位となり、大会後にキャプテンに就任し、同年10月より2018年4月まで、ドイツのKöln 99ersにてプレーし活躍した。
その後、3度目のパラリンピックとなる東京大会で銀メダルを獲得し、大会終了後に現役引退を発表した。